# Pseudostella cyanolepia
Pseudostella cyanolepia là một loài bướm đêm trong họ Noctuidae.